# 田代喜久雄
田代 喜久雄（たしろ きくお、1917年〈大正6年〉4月22日 - 1993年〈平成5年〉5月14日）は、日本の新聞記者・実業家。朝日新聞社専務を経て、全国朝日放送（テレビ朝日）社長を務めた。熊本県出身。

## 来歴・人物
早稲田大学第一文学部仏文学科卒業。1940年（昭和15年）満州経済社を経て、朝日新聞社に入社。翌年9月応召され、南方で左肩貫通銃創を負い、内地に移送。回復後は鹿児島で本土決戦に備えていて、陸軍中尉で敗戦を迎えた。1945年晩秋、「ただいま、帰りました」と兵隊そのままの挨拶をして、編集局に復帰した。

### 名社会部長
1954年（昭和29年）に社会部次長に就き、読解力の正しさ、判断力の正しさ、決断の速さ、よく部員の話に耳を傾けることで、このデスクは一躍人気を集め、1959年6月、社会部長に任じられた。60年安保という戦後節目の季節が近づく中、「田代でないと安保は乗り切れない」と、時の編集局長広岡知男（のち社長）が考えての登用だった。部長在任は5年近くに及び、田代は紙面の近代化を図り、新設された第2社会面を活用して、扱う分野を硬派の領域にまで押し広げた。社会現象を表面的、細切れ的に追うのではなく、巨視的、重点的に掘り下げるべく、部下を𠮟咤した。解説雑報を導入し、長尺のルポを載せた。そのために、これはという記者を投入して、思い切って個性的な記事を書かせた。疋田桂一郎（のち天声人語子）や本多勝一の多用はその表れである。当時の部下には上前淳一郎もいた。
1962年（昭和37年）3月、読者からの投書で欧州で起きた「サリドマイド薬害」のことを知った田代は、特派員を通じて欧州の実態をつかみ、厚生省の対応を迫った上で記事にさせた。投書から2ヵ月たった5月17日付夕刊社会面に「自主的に出荷停止、イソミンとプロバンM」の見出しが出た。これがサリドマイド薬害の初報で、その夜から社会部には読者の問い合わせ、製薬会社の抗議、反論、訂正要求が殺到した。翌日、大日本製薬（現・住友ファーマ）の宮武徳次郎社長が幹部数人を従え乗り込んできて、激論数時間やりあうが、「あすはこういう記事が載ります。反論があれば用意しておいて下さい」という記事掲載の予告に始まり、宮武と田代が会合するようになり、さらに宮武が「どないしたらええんやろかナ」と悩みは相談するまでになっていく。
名社会部長と称されたが、田代はその反面でえこひいきし、取り巻きを作った。「殺してやりたい」といった部員もいたという。

### 東京本社ビル新築計画をまとめる
編集局次長、編集審議室幹事、西部本社編集局長を経て、1966年（昭和41年）7月東京本社編集局長となる。これは信夫韓一郎の強い推挙があったといわれる。1969年3月取締役・東京本社編集局長、12月常務・編集担当。
1971年（昭和46年）12月常務・東京本社代表・総合企画室担当、1974年6月専務・東京本社代表・総合企画室担当、1977年12月専務・東京本社代表・電子計算機担当。この間、東京本社の有楽町から築地へ移転計画をまとめ、1980年（昭和55年）4月に東京本社ビルが竣工に漕ぎ着ける。
村山騒動では反村山家の急先鋒で鳴らした一方、出世の階段を上り詰め、社長の椅子を目前にすると村山家懐柔に動くなど、目的のためには手段を選ばない面もあった。結果的に、専務止まりで新聞社の頂点には立てず、テレビに転出する。

### 全国朝日放送社長に
1981年（昭和56年）6月、全国朝日放送副社長に転じる。六本木6丁目の老朽化していた本社スタジオの建て替えに際して、森ビルに協力を要請し、計画を進めていたアークヒルズの設計を急遽変更してもらって、再開発期間中の移転先として、アークヒルズ内にテレビスタジオ（テレビ朝日アーク放送センター）を組み込ませる約束を取り付け、このテレビスタジオの土地と建物を、六本木6丁目の敷地の一部と交換し、森ビルと一緒に「六本木六丁目地区第一種市街地再開発事業」(六本木ヒルズ）に進むことで合意する。
1983年（昭和58年）社長に就くと「おれにはニュースしかわからないから」と言って、1985年（昭和60年）10月7日、竣工したアーク放送センターで久米宏をメインキャスターに据え、コメンテーターを配した『ニュースステーション』をスタートさせた。その一方で、同月にはアフタヌーンショー で「やらせリンチ事件」が発覚し、視聴者に謝罪するため生出演するが、番組は打ち切りとなった。
1989年（平成元年）6月、代表取締役相談役に退く。なお、田代以降、朝日新聞の社長レースに破れた者がテレビに移るというのは定番コースになった。
1993年5月14日、肝不全のため76歳で死去。